# بيان مستو

رسم يوضح المخطط المستوي المكون من أربع حلقات.

في المخططات، المخطّط المستوي هو المخطّط الذي يقبل تمثيلا في المستوى، بحيث لا يتقاطع أي حرفين من المخطّط.

## معايير المخطّط المستوي
حسب كوراتوفسكي, يكون المخطط مستويا إذا لم يتضمن زمرة من الرتبة الخامسة، أو مخططا ثنائيا كاملا من الرتبة الثالثة.

### وجوه مخطط مستوي
ليكن G مخططا مستويا، الوجه F هو أكبر منطقة من المستوى محدّدة بمجموعة حروف G ولا تتضمن أيا منها.
ليكن G مخطّطا مستويا، و a عدد حروف G. إذن :
{\displaystyle \sum _{F}^{}deg(F)=2a}

## صيغة أويلر

### تعاريف
- المسار ذو الطول r هو سلسلة {\displaystyle (S_{0},...,S_{r})} من القمم المرتبطة مع {\displaystyle S_{0}} أصل السبيل و{\displaystyle S_{r}} طرفه.
- يكون المخطّط متّصلا إذا وُجد مسار بين كل قمتين من G.
- المسار المغلق هو حالة {\displaystyle S_{0}=S_{r}}.
- الشجرة هي مخطط متّصل بدون أي مسار مغلق.

### تمهيدة
كل مخطّط متّصل يمكن الحصول عليه بإضافة عدّة قمم لشجرة (لها نفس عدد القمم).

### صيغة أويلر للمخطّطات المستوية المتّصلة
ليكن G مخطّط مستوي متّصل. ليكن
n عدد قمم a, G عدد حروفه و f عدد وجوهه.
إذن: n − a + f = 2

## المعايير
تحديد المعايير التي تمكّن من معرفة ان كان مخطّط ما مستويا.
ليكن G مخطّط مستوي متّصل. ليكن n عدد قمم a, G عدد حروفه:
1. {\displaystyle a\leq {3n-6}} في حالة وجود مثلّثات.
2. {\displaystyle a\leq {2n-4}} في حالة عدم وجود مثلّثات.

## مميّزة كوراتوفسكي
الرياضي البولوني كوراتوفسكي وضع الميّزة التالية للمخطّطات المستوية :
يكون المخطّط مستويا إذا وفقط إذا لم يتضمّن مخطّطا جزئيّا عبارة عن تمديد ل K5 (زمرة ب 5 قمم) أو K3,3 (المخطّط ثنائي كامل ب3+3 رؤوس).
'التمديد بالنّسبة لمخطّط هو نتيجة إضافة قـمّة أو أكثر لحرف أو عدّة حروف (مثلا، تحويل الحرف•——• إلى •—•—•).